# Glitch (computerspel uit 2011)

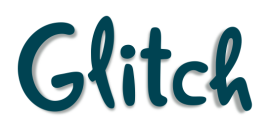
Het logo van Glitch

Glitch was een gratis online massively multiplayer online role-playing game (MMORPG), gelanceerd eind september 2011 door Tiny Speck. Het spel eindigde op 9 december 2012.

## Gameplay
Het verhaal van Glitch speelt zich af in een wereld die is gevormd in de geest van elf eigenaardige fantasierijke Reuzen (Giants). Spelers zijn een onderdeel van die fantasie, en kiezen zelf hoe ze de wereld en hun "leven" vormgeven. Het spel draait om om bouwen en ontwikkelen, het leren van nieuwe vaardigheden, samenwerken of concurreren met iedereen in een enorme, steeds veranderende, persistente wereld.